# Баяно
Баяно (італ. Baiano) — муніципалітет в Італії, у регіоні Кампанія,  провінція Авелліно.
Баяно розташоване на відстані близько 210 км на південний схід від Рима, 34 км на північний схід від Неаполя, 16 км на захід від Авелліно.
Населення — 4750 осіб (2014).
Щорічний фестиваль відбувається 3 серпня. Покровитель — святий Стефан.

## Демографія
Населення за роками:

Станом на 1 січня 2023 року в муніципалітеті офіційно проживало 167 іноземців з 22 країн, серед них 66 громадян країн Євросоюзу та 43 громадяни України.

## Уродженці
- Емануеле Д'Анна (*1982) — відомий італійський футболіст, півзахисник.

## Сусідні муніципалітети
- Авелла
- Муньяно-дель-Кардінале
- Сіриньяно
- Спероне
- Вішіано